# Josefa Gordon de Jove
María Josefa Gordon de Jove (Cartagena de Indias, 1796 - Caracas, 1850) va ser una escriptora colombiana.
Va néixer a Cartagena de Indias el 1796, però va emigrar a Caracas el 1834. Va destacar per la seva cultura, instrucció i erudició; va ser molt ben educada: va estudiar economia política, ciències morals, llatí i també era capaç d'expressar-se en diversos idiomes. Al llarg de la seva vida va compondre diverses poesies, de les quals només van ser publicades algunes mentre que la gran majoria van restar inèdites.
Durant uns anys va viure a Jamaica, després del seu matrimoni amb Joaquín Jove, un comerciant espanyol resident a Cartagena, empobrit a causa de la guerra d'independència, que el va fer emigrar a Jamaica. Durant uns anys, va ser Gordon la que va sostenir la seva família gràcies als articles literaris que enviava als diaris britànics de l'illa i traduint al castellà els al·legats dels advocats en els judicis. Durant els seus que va viure a l'illa, va ser el centre de la intel·lectualitat i cultura, i a casa seva acollir a Simón Bolívar i altres líders independentistes, així com també espanyols expulsats del continent. Quan Jamaica es va veure afectada per una epidèmia de verola, va fer vacunar la població de manera gratuïta i va crear una oficina a casa seva per dur a terme aquesta tasca, raó per la qual el govern britànic va agrair-li regalant-li un gerro amb la seva efígie ajudant dues persones necessitades i una inscripció homenatjant-la.
Amb tot, sempre va estar vinculada amb el seu país d'origen. Soledad Acosta la destaca com una dona distingida en la lluita política i el seu patriotisme, de fet sempre va estar compromesa políticament amb Colòmbia, va demostrar molt d'interès en el desenvolupament del país i en la construcció de la idea de la nació colombiana, tal com mostra la seva correspondència amb Tomás Cipriano de Mosquera, president de la República de la Nova Granada de 1845 a 1849, on també relata alguns dels problemes de Veneçuela, escrivint sota el pseudònim «Calamar». A més de Mosquera, Gordon va mantenir correspondència amb altres personalitats del moment, tant de Colòmbia, Veneçuela com Espanya, amb els quals va trabar amistat.
A Caracas, casa seva també va ser un centre intel·lectual, on van assistir persones com Rafael María Baralt, Fermín Toro, Juan Vicente González, entres d'altres que començaven a despuntar, com Pedro Gual o José Antonio Calcaño. Va morir a la capital de Veneçuela el 1850. Els seus escrits van quedar en poder del seu fill.